# Aldine (Texas)
Aldine è un census-designated place degli Stati Uniti d'America situato nella contea di Harris dello Stato del Texas.
La popolazione era di 15.869 persone al censimento del 2010.

## Geografia fisica
Secondo lo United States Census Bureau, ha un'area totale di 7,92 miglia quadrate (20,50 km²), di cui 7,90 miglia quadrate (20,46 km²) di terreno e 0,019 miglia quadrate (0,05 km²), o 0,22%, d'acqua. La comunità si trova sulla Hardy Toll Road, la Union Pacific Railroad, e la Farm to Market Road 525.

## Società

### Evoluzione demografica
Secondo il censimento del 2000, c'erano 13.979 persone, 4.007 nuclei familiari e 3.193 famiglie residenti nella città. La densità di popolazione era di 1.727,0 persone per miglio quadrato (667,2/km²). C'erano 4.403 unità abitative a una densità media di 543,9 per miglio quadrato (210,1/km²). La composizione etnica della città era formata dal 59,30% di bianchi, il 5,84% di afroamericani, lo 0,69% di nativi americani, il 3,41% di asiatici, lo 0,07% di isolani del Pacifico, il 27,58% di altre razze, e il 3,10% di due o più etnie. Ispanici o latinos di qualunque razza erano il 56,33% della popolazione.
C'erano 4.007 nuclei familiari di cui il 45,1% aveva figli di età inferiore ai 18 anni, il 60,9% aveva coppie sposate conviventi, il 12,0% aveva un capofamiglia femmina senza marito, e il 20,3% erano non-famiglie. Il 16,5% di tutti i nuclei familiari erano individuali e il 5,7% aveva componenti con un'età di 65 anni o più che vivevano da soli. Il numero di componenti medio di un nucleo familiare era di 3,44 e quello di una famiglia era di 3,86.
La popolazione era composta dal 33,1% di persone sotto i 18 anni, l'11,4% di persone dai 18 ai 24 anni, il 30,5% di persone dai 25 ai 44 anni, il 17,6% di persone dai 45 ai 64 anni, e il 7,3% di persone di 65 anni o più. L'età media era di 28 anni. Per ogni 100 femmine c'erano 107,7 maschi. Per ogni 100 femmine dai 18 anni in giù, c'erano 106,4 maschi.
Il reddito medio di un nucleo familiare era di 32.437 dollari e quello di una famiglia era di 35.518 dollari. I maschi avevano un reddito medio di 28.779 dollari contro i 19.936 dollari delle femmine. The per capita income of the city era 11.701 dollari. Circa il 17,0% delle famiglie e il 18,6% della popolazione erano sotto la soglia di povertà, incluso il 24,3% di persone sotto i 18 anni e il 19,3% di persone di 65 anni o più.